# Shuangkou
Shuangkou (kinesiska: 双口, 双口镇) är en köping i Kina.  Den ligger i storstadsområdet Tianjin, i den norra delen av landet, omkring 20 kilometer nordväst om stadens centrum. Antalet invånare är 63 999. Befolkningen består av 28 505 kvinnor och 35 494 män. Barn under 15 år utgör 8,0 %, vuxna 15-64 år 85 %, och äldre över 65 år 5,0 %.